# Murailles de Sorano
Les murailles de Sorano (en italien : Mura di Sorano) constituent le système défensif du village de Sovana, une frazione de la commune de Sorano, dans la province de Grosseto en Toscane,.

## Histoire
Un mur d'enceinte primitif a été construit par les Aldobrandeschi au XIIe siècle, afin de rendre imprenable le château médiéval qui se développait à cette époque. La construction du système de murailles défensives a été facilitée par l'orographie du territoire sur lequel se trouve le village de Sorano ; en effet, les collines abruptes n'ont pas nécessité la construction d'une courtine sans continuité.
Sur la colline la plus haute, les murailles de la ville englobaient le complexe de la Rocca Aldobrandesca, qui dominait toute la ville de Sorano. De là, la courtine descendait vers le bas puis remontait jusqu'à l'autre colline sur laquelle se développe le village, avant de redescendre et de remonter du côté opposé de la forteresse.
À la Renaissance, les Orsini renforcèrent encore l'ancienne forteresse qui, avec le palais Orsini de Pitigliano, devint le siège de leur pouvoir qu'ils exerçaient dans le comté de Pitigliano. L'agrandissement de la fortification a transformé le complexe en l'actuelle Fortezza Orsini. Sous leur domination, les deux portes d'accès au village furent également restaurées.
À l'époque du grand-duché de Toscane, la Maison de Lorraine construisit la deuxième fortification de Sorano nommée  leMasso Leopoldinoau sommet de l'autre colline. Malgré ses origines du XVIIIe siècle, le complexe est bien intégré aux éléments stylistiques médiévaux primitifs et à ceux des restaurations de la Renaissance.

## Description
Les murailles de Sorano se présentent, dans leur ensemble, comme un imposant système défensif caractérisé par la présence de deux imposantes fortifications (Forteresse d'Orsini et Masso Leopoldino), de deux portes d'accès au village (la Porta di Sopra et la Porta dei Merli) et de diverses sections en mur-rideau, murs qui sont souvent intégrés aux murs d'enceinte extérieurs de certains bâtiments du centre historique.
La plupart des structures défensives étaient constituées de pierres de taille en tuf volcanique, y compris quelques éléments en pierre de taille et en travertin qui décorent les parties les plus précieuses.

## Galerie

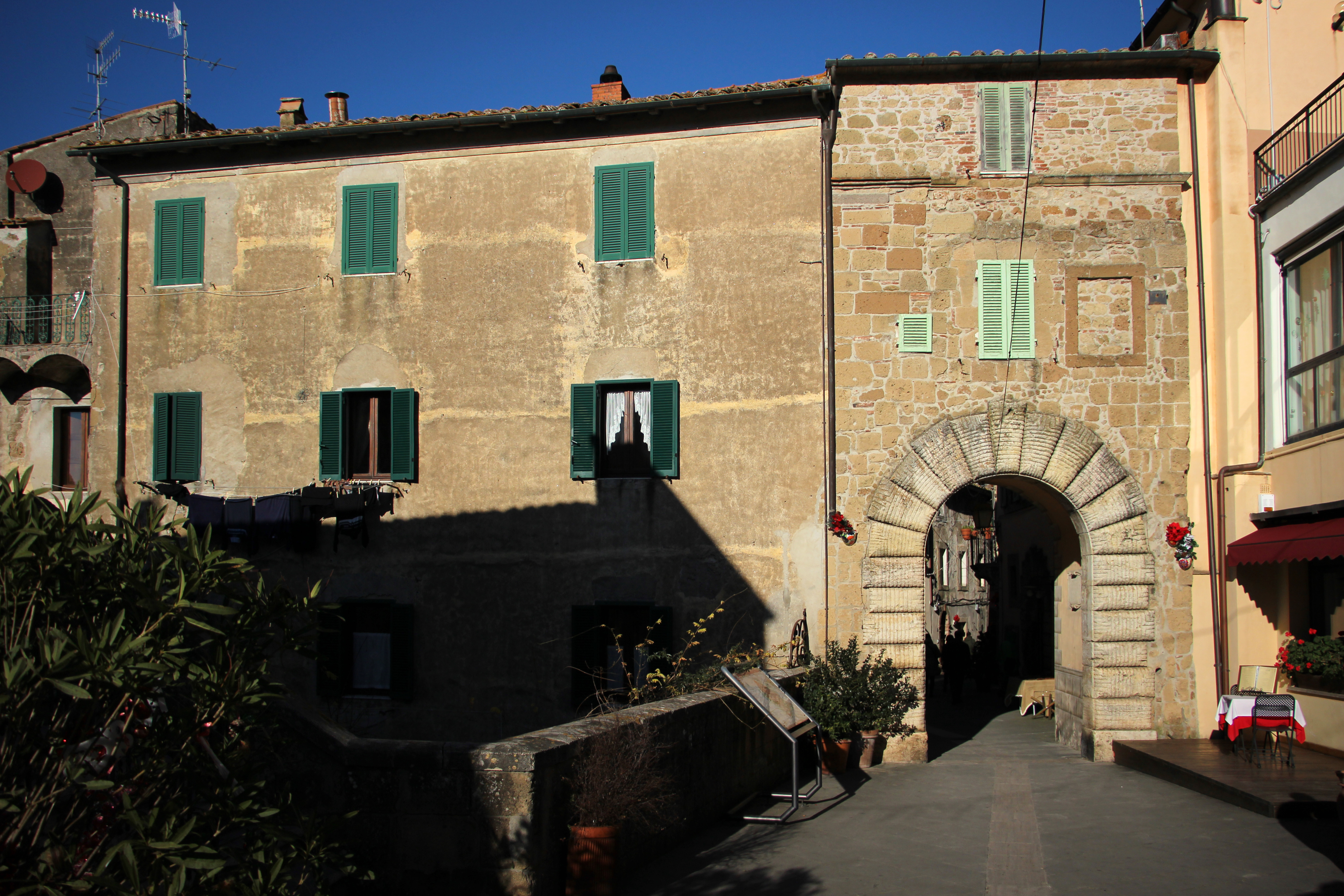
La Porta di Sopra.
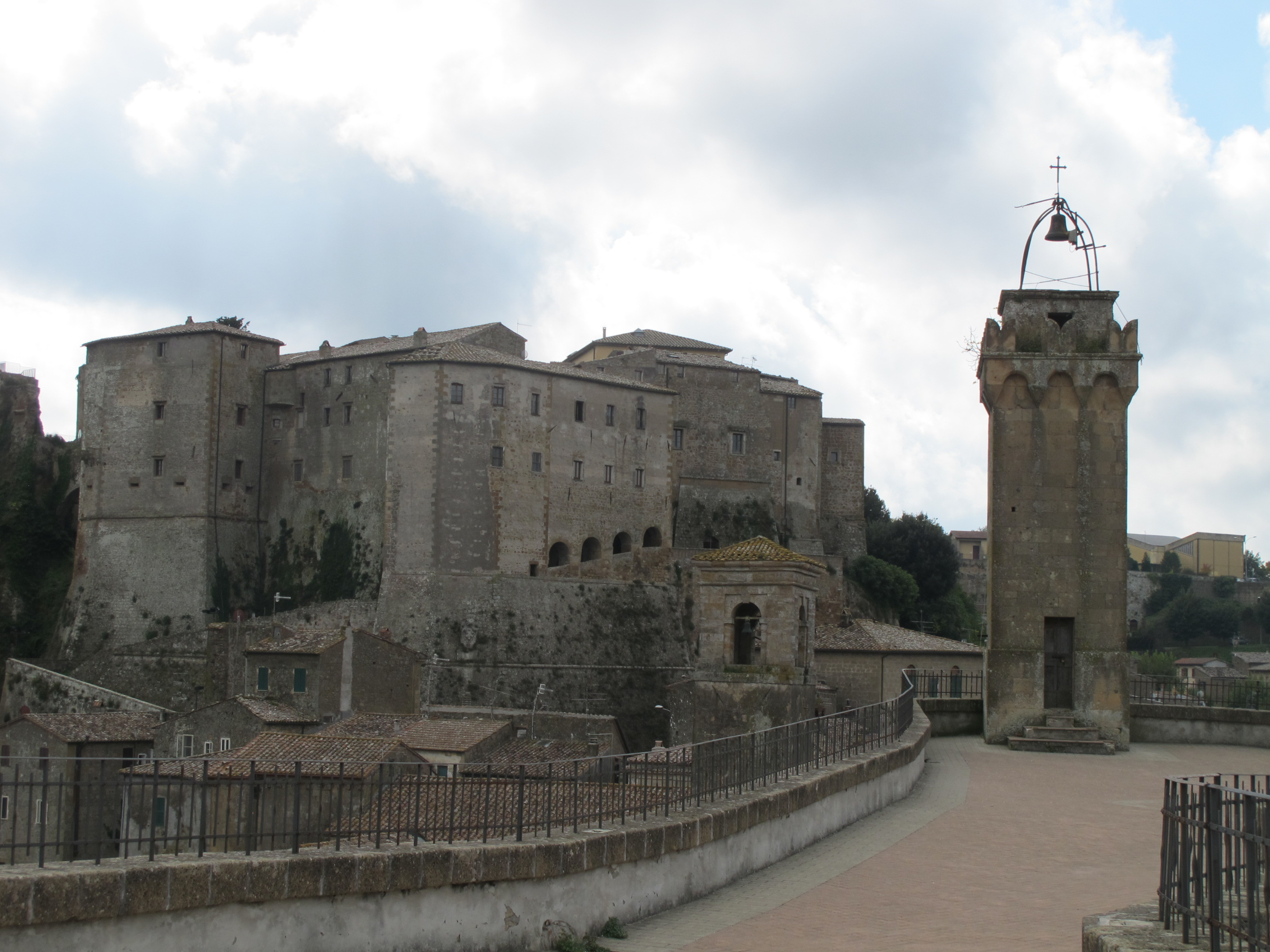
Le Masso Leopoldino.
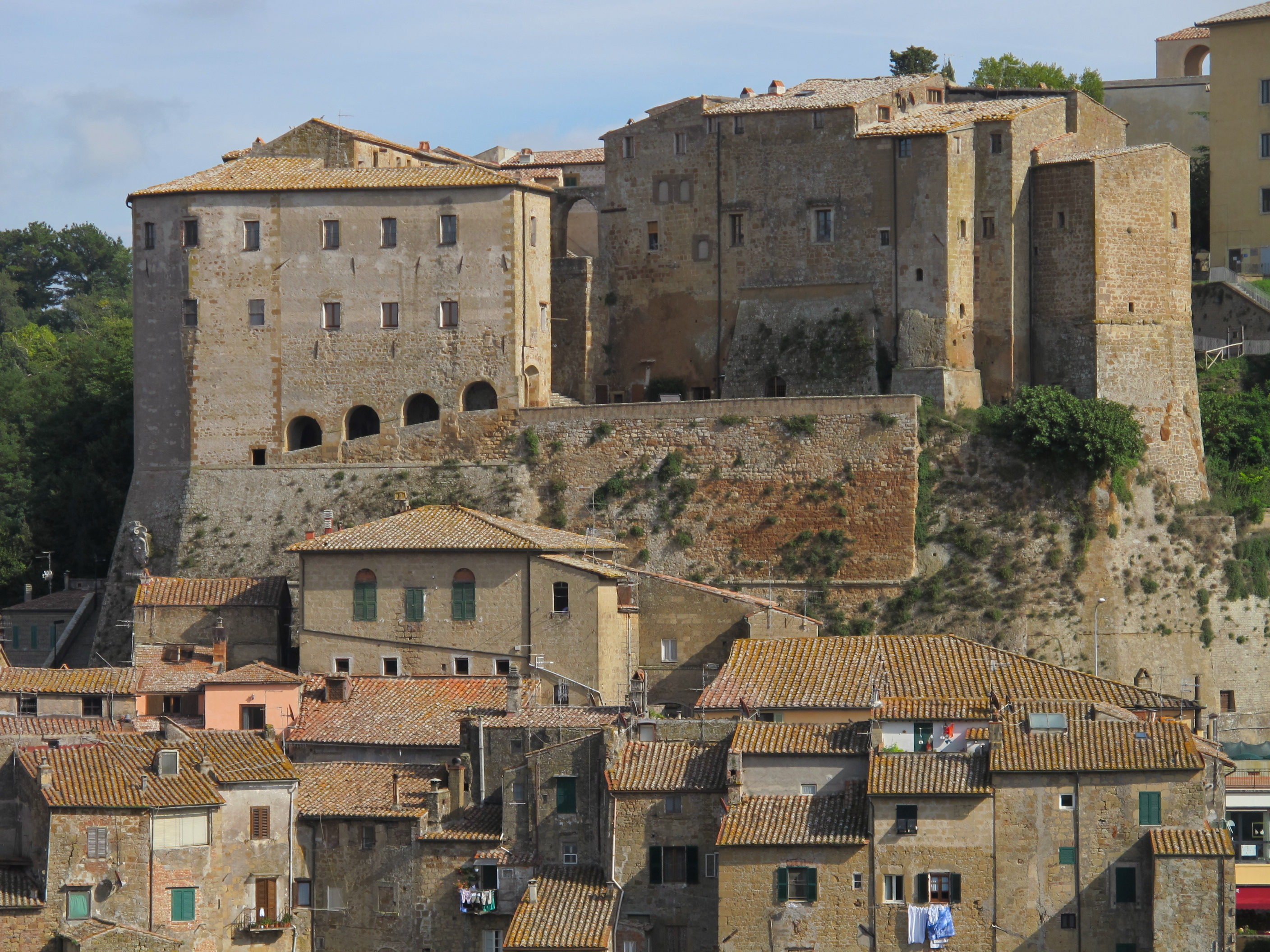
La Fortezza Orsini.